# Mazille
Mazille ist eine französische Gemeinde im Département Saône-et-Loire in der Region Bourgogne-Franche-Comté. Sie gehört zum Arrondissement Mâcon und zum Kanton Cluny.

## Geographie
Südöstlich wird Mazille vom Fluss Grosne begrenzt. Mazille ist etwa 10 Kilometer von Cluny und 20 Kilometer von Mâcon entfernt.

## Kultur
In Mazille befindet sich ein Kloster der Karmelitinnen mit etwa 30 Ordensschwestern (Stand: 2015). Das Kloster, der Carmel de la Paix, wurde von dem Architekten Josep Lluís Sert entworfen.